# Казанцев, Сергей Михайлович
Серге́й Миха́йлович Каза́нцев (род. 16 февраля 1955, Ленинград) — советский и российский правовед, судья Конституционного суда Российской Федерации в отставке.

## Биография
Родился 16 февраля 1955 года в Ленинграде.
В 1972—1977 годах — студент, в 1977—1981 годах — аспирант ЛГУ им. А. А. Жданова.
В 1981—1986 годах ассистент, в 1986—1987 годах и 1989—1993 годах и с 1995 года — доцент кафедры теории и истории государства и права юрфака Ленинградского (Санкт-Петербургского) госуниверситета. В 1987—1989 годах зам. декана юрфака ЛГУ.
В 1993—1995 годах председатель жилищного комитета мэрии Санкт-Петербурга
29 марта 2002 года назначен судьёй Конституционного суда РФ. В 2025 году по достижении предельного возраста ушёл в отставку.
Владеет английским и французским языками.
Лауреат государственной премии Российской Федерации в области науки и техники за монографию «Российское законодательство X—XX веков» в девяти томах (1996).
16 декабря 2022 года, на фоне вторжения России на Украину, был внесён в санкционный список Евросоюза за решения, которые искусственно создают образ легитимности российского вторжения на Украину. Ранее был включён в санкционный список Украины.